# Delta County, Texas
Delta County är ett administrativt område i delstaten Texas, USA, med 5 231 invånare (2010). Den administrativa huvudorten (county seat) är Cooper. 

## Geografi
Enligt United States Census Bureau så har countyt en total area på 720 km². 717 km² av den arean är land och 3 km² är vatten.

### Angränsande countyn
- Lamar County - norr och nordost
- Red River County - nordöst, en mycket kort gränsen vid den östra punkten i countyt
- Franklin County - öst-sydöst, en mycket kort gränsen vid den östra punkten i countyt
- Hopkins County - södra och sydöstra
- Hunt County - sydväst
- Fannin County - nordväst